# Oak Grove (Oregon)
Pour les articles homonymes, voir Oak Grove.
Oak Grove est une ville du Comté de Clackamas en Oregon. Sa population était de 16 629 habitants en 2010.